# Костурска река
Костурска река је река која протиче у атару града Пирота дужине 6,9 км и припада Нишавском сливу.
Река извире у недалеко од  села Костур а улива се у реку Бистрицу, недалеко од Пиротског града. Само извориште се састоји од неколико врела. 